# الکسوه
الکسوة (به عربی: الکسوة) یک منطقهٔ مسکونی در سوریه است که در استان ریف دمشق واقع شده‌است.

## خصوصیات
الکسوة ۴۳٬۴۵۶ نفر جمعیت دارد و ۷۲۰ متر بالاتر از سطح دریا واقع شده‌است.

## نگارخانه

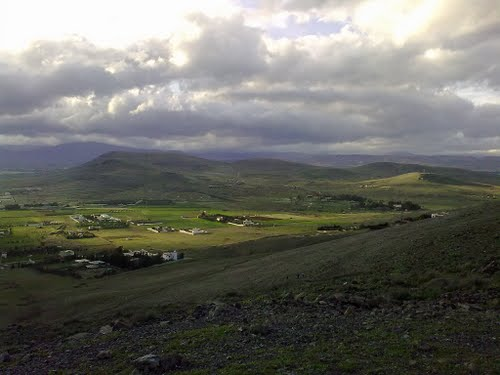